# Natalja Arinbasarovová
Natalja Utevlevna Arinbasarovová (kazašsky Наталья Өтеуліқызы Арынбасарова, Natalja Öteulikyzy Arynbasarova, rusky Наталья Утевлевна Аринбасарова; * 24. září 1946 Alma-Ata, Sovětský svaz) je ruská herečka kazašského a polského původu.

## Životopis
Narodila se 1946 roku v Kazachstánu (tehdy Kazašská SSR). Než se dostala ke herectví, chtěla se stát baletkou. První velký úspěch získala v roce 1966, kdy byla na mezinárodním filmovém festivalu v Benátkách vyznamenána první cenou za hlavní úlohu ve filmu „První učitel“ natočeném podle stejnojmenné knihy kyrgyzského spisovatele Čingize Ajtmatova. V roce 1971 absolvovala Všesvazový státní institut kinematografie (VGIK) a dostala angažmá ve Státním divadle filmového herce, kde působí dodnes. V roce 1979 se stala Zasloužilou herečkou RSFSR, a v roce 1980 obdržela statní cenu za ženskou roli ve filmu „Vkus chleba“ (1979). Je také Zasloužilou herečkou Kazachstánu.

## Osobní život
V letech 1966–1969 byla manželkou Andreje Končalovského.

## Vybraná filmografie
- 1965: První učitel
- 1969: Džamila (podle milostné novely "Džamila")
U jezera

## Dílo
Seznam děl v Souborném katalogu ČR, jejichž autorem nebo tématem je Natal'ja Arinbasarova
http://aleph.nkp.cz/F/?func=direct&doc_number=000213432&local_base=AUT
- ARINBASAROVA, Natal’ja; DVIGUBSKAJA, Jekaterina. Lunnyje dorogi (měsíční cesty). 2. vyd. Moskva: Eksmo-Press, 2002. 282 s., [16] l. obr. příl. : il., portréty. Dostupné online. ISBN 5-04-009779-4. (rusky) Portréty autorek.